# Geraldine Chaplin
Geraldine Leigh Chaplin (Santa Monica, 31 luglio 1944) è un'attrice statunitense.

## Biografia
Figlia di Charlie Chaplin e di Oona O'Neill, il nonno materno è il drammaturgo Eugene O'Neill; i suoi fratelli sono Christopher, Michael, Josephine e Victoria; è la zia di Kiera Chaplin e nipote di Sydney Chaplin. Nata a Santa Monica, negli Stati Uniti, nel 1944, seguì la famiglia in Svizzera dopo che al padre fu vietato di rientrare negli Stati Uniti, e debuttò sullo schermo a otto anni proprio col genitore in Luci della ribalta (Limelight) (1952).
Decisa a diventare una ballerina classica nel 1961 si trasferì a Londra dove ebbe modo di studiare alla Royal Ballet School. In questo stesso periodo posa occasionalmente come modella e si esibisce come pagliaccio nel circo Medrano di Parigi. Dopo aver partecipato solo a un paio di rappresentazioni teatrali venne chiamata dal regista David Lean per farle interpretare il ruolo di Tonya ne Il dottor Živago (1965). La sua interpretazione venne molto apprezzata tanto che decise di dedicarsi al cinema e abbandonare il balletto.
Parte della lavorazione del film ebbe luogo in Spagna dove l'attrice ebbe modo di conoscere e legarsi sentimentalmente al regista spagnolo Carlos Saura, che la volle protagonista in quasi tutti i suoi film girati tra il 1967 e il 1980. Tra questi: Frappé alla menta (1967), Cría cuervos (1976), Mamà compie 100 anni (1979). Parallelamente al sodalizio artistico e sentimentale con Saura, l'attrice avvia altre importanti collaborazioni con importanti registi come Robert Altman e Richard Lester: il primo la dirige in tre film - Nashville (1975), Buffalo Bill e gli indiani (1976), Un matrimonio (1978) - mentre il secondo le affida la parte della regina Anna in I tre moschettieri (1973) e nel seguito Milady (1974).
Negli anni ottanta lavora con registi francesi come Claude Lelouch in Bolero (1981), e Alain Resnais in La vita è un romanzo (1983), e Voglio tornare a casa! (1989). Nel 1992 interpreta il ruolo della sua vera nonna paterna Hannah nel film biografico Charlot (Chaplin), diretta da Richard Attenborough. Negli anni successivi è stata riscoperta e ricercata da svariati registi europei. Tra i suoi film più recenti si segnalano Parla con lei (2002), Melissa P. (2005), Parlami d'amore (2008), L'imbroglio nel lenzuolo (2008), The Orphanage (2008), Imago mortis (2008), Valérie - Diario di una ninfomane (2008) e Wolfman (2010).
Nel 2018 prese parte al film Red Land, sulla vita della giovane studentessa istriana Norma Cossetto, uccisa dai partigiani jugoslavi nell'ottobre 1943, all'età di 23 anni. Nel film interpreta l'amica dei Cossetto, prima da bambina e poi da anziana che ricorda la propria infanzia traumatica. L'attrice ha dichiarato che non era conoscenza dei fatti dell'esodo istriano e che fu convinta ad accettare la sceneggiatura, per motivazioni prettamente artistiche: «È come se ci fossero già gli stacchi, puoi già intuire quello che sarà il film una volta montato. C'è un'idea molto precisa di regia. [...] Non mi pare che ci sia un messaggio. Odio i film con un messaggio. Semplicemente c'è un monito, un invito a non dimenticare il passato.».

## Vita privata
Dalla relazione con Saura ha avuto un figlio, Shane Saura. Con il marito, il direttore della fotografia cileno Patricio Castilla, ha invece avuto una figlia, Oona Chaplin, anche lei attrice.

## Filmografia parziale

### Cinema

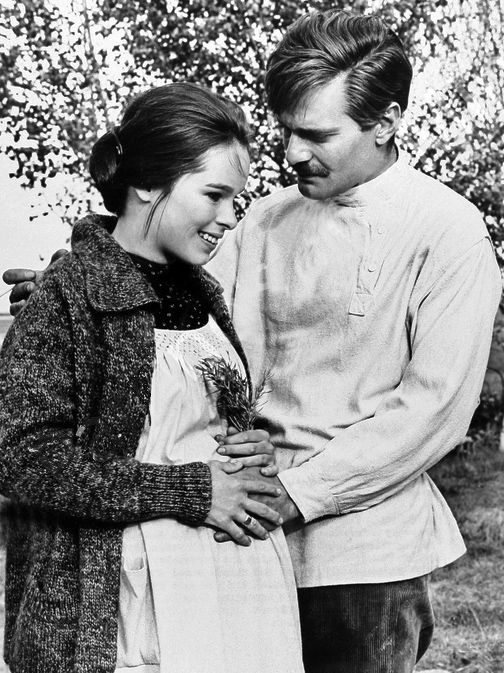
Geraldine Chaplin e Omar Sharif sul set del Il dottor Živago (1965)

- Luci della ribalta (Limelight), regia di Charlie Chaplin (1952)
- Rapina al sole (Par un beau matin d'été), regia di Jacques Deray (1965)
- Il dottor Živago (Doctor Zhivago), regia di David Lean (1965)
- Andremo in città, regia di Nelo Risi (1966)
- Addio Lara (J'ai tué Raspoutine), regia di Robert Hossein (1967)
- Frappé alla menta (Peppermint Frappé), regia di Carlos Saura (1967)
- La contessa di Hong Kong (A countess from Hong Kong), regia di Charlie Chaplin (1967)
- Uno sconosciuto in casa (Stranger in the House), regia di Pierre Rouve (1967)
- Lo stress è tre, tre (Stress-es tres-tres), regia di Carlos Saura (1968)
- La tana (La madriguera), regia di Carlos Saura (1969)
- Il giardino delle delizie (El jardín de las delicias), regia di Carlos Saura (1970)
- Il re delle isole (The Hawaiians), regia di Tom Gries (1970)
- Aggrappato ad un albero, in bilico su un precipizio a strapiombo sul mare (Sur un arbre perché), regia di Serge Korber (1971)
- Sole rosso sul Bosforo (Innocent Bystanders), regia di Peter Collinson (1972)
- Anna e i lupi (Ana y los lobos), regia di Carlos Saura (1972)
- Un mondo maledetto fatto di bambole (ZPG), regia di Michael Campus (1972)
- I tre moschettieri (The Three Musketeers), regia di Richard Lester (1973)
- Verflucht, dies Amerika, regia di Volker Vogeler (1973)
- Milady (The Four Musketeers: The Revenge of Milady), regia di Richard Lester (1974)
- Sommerfuglene, regia di Christian Boger (1974)
- Nashville, regia di Robert Altman (1975)
- Cría cuervos, regia di Carlos Saura (1976)
- Buffalo Bill e gli indiani (Buffalo Bill and the Indians, or Sitting Bull's History Lesson), regia di Robert Altman (1976)
- Welcome to L.A., regia di Alan Rudolph (1976)
- Roseland, regia di James Ivory (1977)
- Elisa, vita mia (Elisa vida mia), regia di Carlos Saura (1977)
- In memoriam, regia di Enrique Brasó (1977)
- Gli occhi bendati (Los ojos vendados), regia di Carlos Saura (1978)
- Ricorda il mio nome (Remember My Name), regia Alan Rudolph (1978)
- Un matrimonio (A Wedding), regia di Robert Altman (1978)
- Une page d'amour, regia di Maurice Rabinowicz (1978)
- La viuda de Montiel, regia di Miguel Littin (1979)
- Mais ou et donc Ornicar, regia di Bertrand Van Effenterre (1979)
- Mamà compie 100 anni (Mamá cumple cien años), regia di Carlos Saura (1979)
- Un dolce viaggio (Le voyage en douce), regia di Michel Deville (1980)
- Assassinio allo specchio (The Mirror Crack'd), regia di Guy Hamilton (1980)
- Bolero (Les uns et les autres), regia di Claude Lelouch (1981)
- La vita è un romanzo (La vie est un roman), regia di Alain Resnais (1983)
- Misfatto bianco, regia di Michael Radford (1987)
- The Moderns, regia di Alan Rudolph (1988)
- Il ritorno dei tre moschettieri (The Return of the Musketeers), regia di Richard Lester (1989)
- Voglio tornare a casa! (I Want to Go Home), regia di Alain Resnais (1989)
- The Children, regia di Tony Palmer (1990)
- Buster's Bedroom, regia di Rebecca Horn (1991)
- Charlot (Chaplin), regia di Richard Attenborough (1992)
- L'età dell'innocenza (The Age of Innocence), regia di Martin Scorsese (1993)
- A casa per le vacanze (Home for the Holidays), regia di Jodie Foster (1996)
- Jane Eyre, regia di Franco Zeffirelli (1996)
- Madre Teresa (Mother Teresa: In the Name of Good's Poor), regia di Kevin Connor (1997)
- Tu che faresti per amore? (¿Tú que harías por amor?), regia di Saura Medrano (2001)
- Parla con lei (Hable con ella), regia di Pedro Almodóvar (2002)
- A Christmas Carol, regia di Arthur Allan Seidelman (2004)
- Il ponte di San Luis Rey (The Bridge of San Luis Rey), regia di Mary McGuckian (2004)
- BloodRayne, regia di Uwe Boll (2005)
- Melissa P., regia di Luca Guadagnino (2005)
- Heidi, regia di Paul Marcus (2005)
- Boxes, regia di Jane Birkin (2006)
- The Orphanage (El Orfanato), regia di Juan Antonio Bayona (2007)
- Imago mortis, regia di Stefano Bessoni (2008)
- Valérie - Diario di una ninfomane (Diario de una ninfómana), regia di Christian Molina (2008)
- Parlami d'amore, regia di Silvio Muccino (2008)
- Parc (2008)
- Wolfman (The Wolfman), regia di Joe Johnston (2010)
- L'imbroglio nel lenzuolo, regia di Alfonso Arau (2010)
- There Be Dragons - Un santo nella tempesta, regia di Roland Joffé (2011)
- E se vivessimo tutti insieme? (Et si on vivait tous ensemble?), regia di Stéphane Robelin (2011)
- The Impossible, regia di Juan Antonio Bayona (2012)
- Un amor de película, regia di Diego Musiak (2012)
- Tres 60, regia di Alejandro Ezcurdia (2013)
- Another Me, regia di Isabel Coixet (2013)
- Panzer Chocolate , regia di Robert Figueras (2013)
- The Return, regia di Karl Lagerfeld (2013)
- Wax, regia di Víctor Matellano (2014)
- Amapola, regia di Eugenio Zanetti (2014)
- Dólares de Arena, regia di Israel Cárdenas e Laura Amelia Guzmán (2014)
- Valentin Valentin, regia di Pascal Thomas (2015)
- Marguerite & Julien - La leggenda degli amanti impossibili (Marguerite et Julien), regia di Valérie Donzelli (2015)
- Sette minuti dopo la mezzanotte (A Monster Calls), regia di Juan Antonio Bayona (2016)
- The Broken Key, regia di Louis Nero (2017)
- Jurassic World - Il regno distrutto (Jurassic World: Fallen Kingdom), regia di Juan Antonio Bayona (2018)
- Red Land (Rosso Istria), regia di Maximiliano Hernando Bruno (2018)
- Holy Beasts, regia di Laura Amelia Guzmán e Israel Cárdenas (2019)
- The Barefoot Emperor, regia di Jessica Woodworth e Peter Brosens (2019)
- Seneca (Seneca – Oder: Über die Geburt von Erdbeben), regia di Robert Schwentke (2023)

### Televisione
- The Danny Thomas Hour – serie TV, episodio 1x03 (1967)
- Mia cugina Rachele (My Cousin Rachel), regia di Brian Farnham – miniserie TV (1998)
- I viaggi di Gulliver (Gulliver's Travels), regia di Charles Sturridge – miniserie TV (1996)
- L'Odissea (The Odyssey), regia di Andrei Konchalovsky – miniserie TV (1997)
- Madre Teresa (Mother Teresa: In the Name of God's Poor), regia di Kevin Connor – film TV (1998)
- Maria, madre di Gesù (Mary, Mother of Jesus), regia di Kevin Connor – film TV (1999)
- In the Beginning - In principio era (In the Beginning), regia di Kevin Connor – miniserie TV (2000)
- Dinotopia, regia di Marco Brambilla – miniserie TV (2002)
- Rosemund Pilcher - Solstizio d'inverno, regia di Martyn Friend – film TV (2003)
- Miss Marple (Agatha Christie's Marple) – serie TV, episodio 2x01 (2006)
- Jo – serie TV, episodio 1x03 (2013)
- Philip K. Dick's Electric Dreams – serie TV, episodio 1x02 (2017)
- The Crown – serie TV, episodi 3x08-3x09 (2019)
- Britannia – serie TV, 3 episodi (2019)

## Riconoscimenti
- Golden Globe
  - 1966 – Candidatura alla migliore attrice debuttante per Il dottor Živago
  - 1976 – Candidatura alla migliore attrice non protagonista per Nashville
  - 1993 – Candidatura alla migliore attrice non protagonista per Charlot

- Premio BAFTA
  - 1978 – Candidatura alla migliore attrice non protagonista per Welcome to Los Angeles

- Premio Goya
  - 2003 – Migliore attrice non protagonista per The City of No Limits
  - 2008 – Candidatura alla migliore attrice non protagonista per The Orphanage

## Doppiatrici italiane
Nelle versioni in italiano dei suoi lavori, Geraldine Chaplin è stata doppiata da:
- Lorenza Biella in Aggrappato ad un albero, in bilico su un precipizio a strapiombo sul mare, Un matrimonio, Misfatto bianco, The Moderns, BloodRayne, Rosemund Pilcher - Solstizio d'inverno
- Melina Martello in The Impossible, Maria, madre di Gesù, Sette minuti dopo la mezzanotte, Jurassic World - Il regno distrutto, Phillip K. Dick's Electric Dreams
- Vittoria Febbi ne Il ritorno dei tre moschettieri, The Orphanage, Imago Mortis, L'imbroglio nel lenzuolo
- Paila Pavese ne L'età dell'innocenza, Wolfman, E se vivessimo tutti insieme?
- Graziella Polesinanti ne Il ponte di San Luis Rey, Madre Teresa, Heidi
- Fiorella Betti ne Il dottor Zivago, I tre moschettieri
- Maria Pia Di Meo in Assassinio allo specchio, The Broken Key
- Manuela Andrei ne I viaggi di Gulliver, L'Odissea
- Livia Giampalmo in Milady
- Maresa Gallo in Buffalo Bill e gli indiani
- Roberta Greganti in Bolero
- Valeria Moriconi in Charlot
- Anna Rita Pasanisi in A casa per le vacanze
- Barbara Castracane in Jane Eyre
- Anna Cesareni in Tu che faresti per amore?
- Rita Savagnone in Melissa P.
- Ada Maria Serra Zanetti in Valérie - Diario di una ninfomane
- Monica Pariante in Parc
- Dania Cericola in Marguerite & Julien - La leggenda degli amanti impossibili
- Noemi Gifuni in Miss Marple
- Stefania Patruno in The Crown
- Elisabetta Cesone in There Be Dragons - Un santo nella tempesta
- Antonella Giannini in Dinotopia